# Brithodes flexuaris
Brithodes flexuaris là một loài bướm đêm trong họ Erebidae.